# Pripovijesti iz opasnih predjela
Pripovijesti iz opasnih predjela je zbirka manje poznatih djela J. R. R. Tolkiena. Zbirku je bez olustracija 1997. godine objavila izdavačka kuća HarperCollins. Godine 2002. zbirka je izdana na hrvatskom jeziku s ilustracijama Igora Kordeja. Prošireno englesko izdanje s ilustracijama Alana Leeja izašlo je 2008. godine.